# Pungdeokcheon-dong
Pungdeokcheon-dong (koreanska: 풍덕천동) är en stadsdel i staden Yongin i provinsen Gyeonggi, i den nordvästra delen av Sydkorea, 29 km söder om huvudstaden Seoul. Den ligger i stadsdistriktet Suji-gu.

## Indelning
Administrativt är Pungdeokcheon-dong indelat i:
| Namn      | Namn                     | Yta km² | Invånare 31 dec 2020 |
| --------- | ------------------------ | ------- | -------------------- |
| 풍덕천1동 | Pungdeokcheon 1(il)-dong | 1,94    | 37 225               |
| 풍덕천2동 | Pungdeokcheon 2(i)-dong  | 1,47    | 41 909               |